# 대구관광고등학교
대구관광고등학교(大邱觀光高等學校)는 대한민국 대구광역시 동구 신암동에 있는 사립 고등학교이다.

## 학교 연혁
- 1977년 11월 16일 : 경일여자상업학교 교명 변경
- 1977년 11월 28일 : 학교법인 동구교육재단 설립 인가
- 1977년 11월 28일 : 초대 학원 이사장 양기수 선생 취임
- 1977년 11월 28일 : 초대 교장 성도경 선생 취임
- 1978년 5월 3일 : 경일여자상업학교 고등학교 과정 학력 인가
- 1979년 1월 6일 : 경일여자상업학교 제1회 졸업(졸업자수 104명)
- 1980년 11월 26일 : 경일여자상업고등학교 인가
- 1989년 2월 22일 : 생활관 및 특별 교실 증축
- 1992년 5월 31일 : 실내 체육관 준공 (856m2)
- 1997년 10월 16일 : 정보교육관 개관
- 1999년 3월 1일 : 교명 변경(대구정보관광고등학교)
- 2003년 10월 17일 : 특성화고등학교 인가
- 2004년 3월 1일 : 교명 변경(대구관광고등학교) 및 학칙변경 인가(관광호텔과 3학급, 관광조리과 3학급, 관광외국어과 3학급, 관광정보과 3학급)
- 2018년 6월 21일 : 학칙변경인가(관광호텔과 4학급, 관광조리과 5학급, 관광콘텐츠디자인과 2학급, 뷰티코디네이션과 1학급)
- 2019년 8월 16일 : 제5대 학원이사장 장영아 선생 취임
- 2020년 3월 2일 : 제10대 교장 김상범 선생 취임
- 2022년 1월 5일 : 제44회 졸업식(누계 24,752명)

## 설치 학과
- 관광호텔과
- 관광조리과
- 관광콘텐츠디자인과
- 뷰티코디네이션과

## 참고 자료
- 대구관광고등학교 - 한국교육학술정보원 학교알리미